# Buntingford
Buntingford este un oraș în comitatul Hertfordshire, regiunea East, Anglia. Orașul se află în districtul East Hertfordshire. 